# 매지컬: 공주를 웃겨라
《매지컬: 공주를 웃겨라》는 한국에서 제작된 정윤철 감독의 2020년 애니메이션 영화이다. 박지윤 등이 주연으로 출연하였다.

## 출연
- 박지윤: 리아
- 남도형: 테오
- 장광: 스탄
- 이봉준: 왕
- 박상훈: 타이터스
- 김사라: 키츄
- 원호섭: 토마
- 이명호: 링고, 어린 테오
- 배정미: 테오 엄마
- 사성웅: 조지, 빌리
- 백경훈(후 백선우): 멀리
- 장민혁: 폴
- 박영재: 골리

## 제작진
- 감독: 정윤철
- 프로듀서(제작): 이훈재
- 시나리오(각본): 김세정
- 각색: 정윤철, 이훈재, 전혜리, 권오현
- 애니메이션 연출: 최승환
- 영상 편집: 정윤철, 이훈재, 최승환
- 음악감독: 박성진
- 작사/작곡: 박성진, 최민창, 심현보
- 녹음/믹싱: 안호성, 박상우
- 음향효과: 박병기, 이상헌
- 사운드 프로듀서: 문원용
- 녹음/믹싱 연출: 이원희